# طواف كولومبيا 1993
طواف كولومبيا 1993 هو سباق دراجات هوائية أقيم بتاريخ مارس 20 – أبريل 4، تكون السباق من 16 مرحلة وامتدّ لمسافة 2322 كم بسرعة 37.9628 كم/س، استغرق السباق 61 ساعة 09 دقيقة 54 ثانية.